# Мария Анна Леополдина Баварска
Мария Анна Леополдина Баварска (25 януари 1805 – 13 септември 1877) е баварска принцеса и кралица на Саксония – втора съпруга на крал Фридрих Август II Саксонски.

## Биография
Мария Анна Леополдина е родена на 25 януари 1805 г. в Мюнхен като принцеса Мария Анна Леополдина Елизабет Вилхелмина Баварска. Тя е дъщеря на баварския крал Максимилиан I Йозеф и втората му съпруга Каролина от Баден. Мария Анна Леополдина има една сестра близначка – София Баварска. Мария Анна Леополдина е леля на австро-унгарския император Франц Йосиф, на съпругата му Елизабет и на брат му – мексиканския император Максимилиан I.
На 24 април 1833 г. в Дрезден Мария Анна Леополдина се омъжва за саксонския престолонаследник – кронпринц Фридрих Август, чийто по-малък брат Йохан Саксонски е женен за по-голямата ѝ сестра Амалия-Августа.
През 1836 г. съпругът на Мария Анна Леополдина наследява саксонския престол от чичо си Антон, а Мария Анна Леополдина става нова кралица на Саксония. През 1854 г., когато умира съпругът ѝ, Мари Анна Леополдина отстъпва кралската титла на сестра си Амалия-Августа, чийто съпруг наследява престола от бездетния си брат.
По време на големия глад в Саксония през 1836 г. кралицата създава първия благотворителен женски комитет в Саксония, председател на който става сестра ѝ Амалия-Августа. През 1855 г. бившата кралица издига параклис в неоготически стил в памет на покойния си съпруг. Между 1844 и 1877 г. Мария Анна Леополдина води активна кореспонденция с писателката Ида фон Хан-Хан, писмата до която днес се съхраняват в Берлинския архив.